# Justynian (Owczinnikow)
Justynian, imię świeckie Wiktor Iwanowicz Owczinnikow (ur. 28 stycznia 1961 w Kosterowie) – biskup Rosyjskiego Kościoła Prawosławnego.

## Życiorys
W 1983 ukończył studia historyczne na uniwersytecie w Iwanowie. Rok później rozpoczął naukę w moskiewskim seminarium duchownym. W 1985 musiał przerwać naukę, by odbyć roczną służbę wojskową. 24 marca 1988 złożył wieczyste śluby zakonne. W tym samym roku w czasie obchodów Paschy został hierodiakonem, zaś 26 czerwca – hieromnichem. Następnie wyjechał na wyższe studia teologiczne do Bukaresztu, które ukończył w 1992 z tytułem magistra teologii.
W 1992 podniesiony do godności igumena. Pracował w cerkwiach eparchii twerskiej i kaszyńskiej: soborze Wniebowstąpienia Pańskiego oraz soborze Trójcy Świętej w Twerze.
1 września 1995 w Monasterze Dońskim miała miejsce jego chirotonia na biskupa dubosarskiego, wikariusza eparchii kiszyniowskiej. Od 6 października 1998 był ordynariuszem nowo powołanej eparchii tyraspolskiej i dubosarskiej, od 25 lutego 2008 jako arcybiskup. 5 marca 2010 Święty Synod Rosyjskiego Kościoła Prawosławnego nadał mu tytuł arcybiskupa naro-fomińskiego i wyznaczył na zwierzchnika patriarszych parafii w Stanach Zjednoczonych.
W lipcu 2014 został przeniesiony na katedrę elisteńską i kałmucką.